# Список медиа серии Animal Crossing
Animal Crossing (с англ. — «Перекрёсток Животных») — серия видеоигр, разрабатываемых и издаваемых Nintendo. Игры серии выходят исключительно на консолях Nintendo. Дебют серии состоялся с выпуском видеоигры Dōbutsu no Mori (с яп. — «Лес Животных»), выпущенной в Японии 14 апреля 2001 на Nintendo 64. Впоследствии игра была локализована в Европе и Северной Америке на Nintendo GameCube под названием Animal Crossing и выпущена в Северной Америке 16 сентября 2002 года, а в Европе 24 сентября 2003 года.
В серии игрок управляет человеком, проживающим в деревне, населённой антропоморфными животными, и занимается различными видами деятельности — рыбалкой, ловлей жуков, добычей окаменелостей, и так далее. Действие игры протекает в реальном времени, причём время и сезон в игре подстраиваются под выставленные в системе консоли. Отдельные игры получили признание среди критиков за уникальность и инновационный характер. Серия Animal Crossing входит в число самых продаваемых игр с более чем 30 миллионами копий, проданных по всему миру.

## Заметки
1. ↑  Известная в Японии как  (яп. どうぶつの森 Добуцу но Мори, рус. «Лес Животных»)
2. ↑   (яп. どうぶつの森 + Добуцу но Мори +)
3. ↑   (яп. どうぶつの森 e+ Добуцу но Мори e+)
4. ↑   (яп. おいでよ どうぶつの森 Ойдэё Добуцу но Мори)
5. ↑   (яп. 街へ行こうよ どうぶつの森 Мати Хэикоё Добуцу но Мори)
6. ↑  Animal Crossing: Let’s Go to the City
7. ↑   (яп. とびだせ どうぶつの森 Тобидасэ Добуцу но Мори)
8. ↑   (яп. あつまれ どうぶつの森 Ацумарэ Добуцу но Мори)
9. ↑   (яп. どうぶつの森 ハッピーホームデザイナ Добуцу но Мори: Хапи Хому Дэдзаина)
10. ↑   (яп. どうぶつの森 amiiboフェスティバル Добуцу но Мори: Amiibo Фэсутибару)
11. ↑   (яп. どうぶつの森 ポケットキャンプ Добуцу но Мори: Покэ:то Кямпу)